# Burj Azizi
Le Burj Azizi est un gratte-ciel en cours de construction à Dubaï. Il devrait s'élever à 725 mètres de hauteur, pour 132 étages, et sera donc, s'il est construit, le deuxième  plus haut gratte-ciel de Dubaï. La tour s’élèvera sur la Sheikh Zayed Road, l'artère de Dubaï.
Une fois ce gratte-ciel érigé, une tour jumelle est en préparation, le Burj Azezait.